# Gendria
Gendria ist eine Gattung der Spulwürmer mit sieben Arten.

## Merkmale
Die Kaudalpapillen sind zahlreich. Die Mundhöhle ist am Boden mit drei Zähnen besetzt. Im Gegensatz zur ähnlichen Gattung Chabaudus ist die Mundöffnung aber rund und nicht von Lippen umgeben.

## Systematik
Zur Gattung gehören folgende Arten:
- Gendria brevispiculum Karve, 1941
- Gendria chauhani Nama, 1975
- Gendria fotedari Ratnamala-Ra, 1989
- Gendria jodhpurensis Arya & Johnson, 1978
- Gendria pakistanica Khan & Fatima, 1991
- Gendria polypteri Vassilaides & Chevalier, 1973
- Gendria ranarum Karve, 1944
- Gendria tilapiae Baylis, 1930